# Public law (Vereinigte Staaten)
Die Existenz eines eigenständigen Rechtsgebiets public law (englisch Öffentliches Recht) ist im Recht der Vereinigten Staaten seit über 100 Jahren umstritten. Die praktisch einhellige Auffassung gesteht dem Begriff jedenfalls nicht den klassifizierenden Charakter zu, den das öffentliche Recht in den kontinentaleuropäischen Ländern deutsch-französischer Prägung hat.
Es existiert keine eigenständige Gerichtsbarkeit, auf akademischer Ebene ist keine Einteilung des Lehrstoffes in Öffentliches Recht und Privatrecht üblich: in den Indizes des Corpus Juris, des Corpus Juris Secundum, von American Jurisprudence, von American Law Reports und des American Digest findet sich weder public noch private law. Der Ausdruck wird meist zur thematischen Zusammenfassung von Verfassungsrecht und verwaltungsrechtsähnlichen Gebieten (regulations, administrative law) verwandt. Öffentlich-rechtliche Denkweisen finden sich am ehesten im Bereich der Politikwissenschaften.

## Historische Gründe
Das Recht der USA beruht bis heute auf dem englischen common law, wenn auch mit spezifisch amerikanischen Modifikationen. Auch dieses kennt bis heute kein eigenständiges public law im kontinentaleuropäischen Sinne. Grund hierfür ist zum einen der geringe Einfluss, den römischrechtliche Denkweisen in England ausübten: diesem war die Einteilung in Privatrecht und Öffentliches Recht wohlbekannt. Ferner fehlte dem englischen Recht ein rechtliches Konzept des Staates: Der Staat war mit dem Monarchen identisch. Die feudale Struktur des englischen land law verhinderte aus der Trennung von Privatrecht und Öffentlichem Recht sinnvolle Erkenntnisse zu gewinnen: Denn alles Recht musste dann entweder Öffentliches Recht oder Privatrecht sein. Das englische Recht entwickelte sich so ohne die Dichotomie und man empfand keine Notwendigkeit die über Jahrhunderte gewachsene Struktur ohne Grund aufzugeben.
Die Rechte und Privilegien der Krone bildeten den Kern des constitutional law, in gleicher Weise wurde das Strafrecht als eigenständiges Rechtsgebiet gelehrt. Diese wurden jedoch lediglich als zweckmäßige thematische Zusammenfassungen denn als Gebiete mit klassifizierender Wirkung verstanden: Unumstößlich war, dass die alles überwölbende Methode die case law-Methode des common law bildete. Das für öffentlich-rechtliche Denkweise typische Verwaltungsrecht bzw. administrative law war unbekannt:

“In England, and in the countries which, like the United States, derive their civilization from English sources, the system of administrative law and the very principles upon which it rests are in truth unknown.”

## Methodische Gründe
Die kontinentaleuropäische Rechtskultur unterscheidet sich grundlegend von derjenigen des anglo-amerikanischen Rechtskreises. Die Rechtssysteme des Kontinents sind aus dem an Universitäten gelehrten römischen Recht entstanden. Der akademisch-professorale Charakter dieser Rechtswissenschaft führte zu einer hochgradig technischen und ausgefeilten Systembildung nach formal-logischen Kriterien mit scharfkantiger Definition juristischer Begriffe (Begriffsjurisprudenz), so besonders in der deutschen Pandektenwissenschaft des 19. Jahrhunderts. Fast zwangsläufig musste dies zu einer vermeintlich klaren Abgrenzung von öffentlichem und Privatrecht führen.
Das common law ist demgegenüber schon von seiner Idee als Richterrecht ein Recht der Praktiker. Die Rechtswissenschaft spielt bis in die Gegenwart ein völlig untergeordnete Rolle. Lehrbücher wurden bis Ende des 19. Jahrhunderts mehrheitlich von Richtern geschrieben. Das reasonig from case to case sträubte sich gegen jede Verallgemeinerung und Systembildung, die für die Entscheidung eines Falles ohne Nutzen war. Auch im 20. Jahrhundert dominierten in den Vereinigten Staaten soziologische Strömungen, wie der American legal realism. So schreibt Roscue Pound:

“The term [public law] is not in our digest. One who looks for it in the literature of the common law will look in vain.”

## Theorie der Gewaltenteilung
Die Gewaltenteilung hat in der amerikanischen Verfassung nie die Ausprägung erfahren wie beispielsweise in Frankreich nach der Revolution. Mit der Schaffung einer klar abgrenzbaren dritten Gewalt, der Exekutiven, schlug dort auch die Geburtsstunde des modernen Verwaltungsrechts. Freilich musste auch diese auf Fehler bei der Gesetzesvollziehung überprüft werden. Es erschien jedoch als Widerspruch zur Gewaltenteilung diese Überprüfung der ordentlichen Gerichtsbarkeit zu übertragen. Es mussten eigene Gerichte innerhalb der Verwaltung geschaffen werden, die Verwaltungsgerichte. In den USA konnte sich die Lehre von der Gewaltenteilung demgegenüber nie durchsetzen. An seine Stelle ist ihre Verschränkung im System der checks and balances getreten. Deshalb entstand keine Verwaltungsgerichtsbarkeit, die eine Abgrenzung eines Öffentlichen Rechts notwendig gemacht hätte. Vielmehr verband man mit einer eigenen Verwaltungsgerichtsbarkeit nicht die Wahrung der Rechte des Bürgers, sondern die Angst vor einem eigenen Sonderrechtes der Verwaltung und deren Privilegierung.